# Leliwa II
Leliwa II – polski herb szlachecki, odmiana herbu Leliwa.

## Opis herbu
W polu błękitnym półksiężyc złoty, nad którym takaż gwiazda.
Klejnot: na trzech albo pięciu piórach strusich, samo godło.
Labry błękitne, podbite złotem.

## Najwcześniejsze wzmianki
Według Ostrowskiego jest to odmiana przysługująca niektórym litewskim rodom, jak Tyszkiewiczowie.
Tadeusz Gajl nie podziela tego poglądu, wymieniając inne nazwiska.

## Herbowni
Mytko, Stankiewicz, Tyszkiewicz.